# São Gabriel (Bahia)
São Gabriel is een gemeente in de Braziliaanse deelstaat Bahia. De gemeente telt 19.099 inwoners (schatting 2009).